# Maurice Michael Otunga
Maurice Michael Otunga (Chebukwa, Kakamega, Kenia, enero de 1923-Nairobi, 6 de septiembre de 2003), fue cardenal, Arzobispo de Nairobi y Ordinario Militar de Kenia.
Hijo de un jefe tribal Bukusu, fue bautizado en 1935 a la edad de 12 años y llegó a ser el primer cardenal nativo.

## Biografía
Fue ordenado sacerdote el 3 de octubre de 1950. Elegido obispo titular de Tacape el 17 de noviembre de 1956 y fue consagrado el 25 de febrero de 1957. Fue trasladado a Kisii el 21 de mayo de 1960 y el 15 de noviembre de 1969 fue nombrado arzobispo titular de Bomarzo y Coadjutor de Nairobi. Se convirtió en arzobispo de Nairobi el 24 de octubre de 1971.
Después de haber terminado sus estudios en Mangu High School, entró en el seminario de Kakamega donde comenzó su formación en filosofía y teología, que terminó en el seminario nacional Gaba de Kampala, Uganda. Se trasladó a Roma y estudió en la Universidad Pontificia Urbaniana, donde fue ordenado sacerdote en octubre de 1950 y obtuvo un doctorado en teología. A su regreso a Kenia fue profesor de teología durante tres años en el seminario mayor diocesano de Kisumu, y trabajó como vicecanciller de la curia diocesana. El 17 de noviembre de 1956 Pío XII lo nombró Obispo auxiliar de Kisumu. Cuatro años más tarde Juan XXIII lo trasladó a la nueva diócesis de Kisii, donde durante nueve años ejerció su ministerio pastoral. El 15 de noviembre de 1969 Pablo VI lo nombró arzobispo coadjutor de Nairobi y luego, en 1971, arzobispo de Nairobi.
Fue presidente de la Conferencia Episcopal de Kenia, vicepresidente de la Asociación de Miembros de las Conferencias Episcopales de África Oriental (AMECEA), miembro de la comisión permanente del Simposio de las Conferencias Episcopales de África y Madagascar (SECAM), vicario militar para Kenia a partir de 1964 y luego militar ordinario desde enero de 1981.
También participó en el Concilio Vaticano II y en varias asambleas del Sínodo de los Obispos y fue miembro del Consejo de la Secretaría General del Sínodo.
Fue creado y proclamado cardenal por Pablo VI en el consistorio del 5 de marzo de 1973 del título de San Gregorio Barbarigo en Tre Fontane.
Arzobispo emérito de Kenia desde el 21 de abril de 1997.
Ordinario Militar Emérito para Kenia desde el 29 de agosto de 1997.
El cardenal Maurice Michael Otunga murió el 6 de septiembre de 2003. En 2009 se inició el proceso de beatificación, cuya fase diocesana concluyó en Nairobi en 2013.